# Tropidurus oreadicus
Tropidurus oreadicus — вид ігуаноподібних ящірок родини Tropiduridae. Ендемік Бразилії.

## Поширення і екологія
Tropidurus oreadicus широко поширені в Бразилії від Амазонаса і Амапи до Мату-Гросу-ду-Сул, Сан-Паулу і Мінас-Жерайса. Вони живуть у вологих топічних лісах, в саванах серрадо і заростях каатинги, трапляються серед скель. Відкладають яйця.